# جام حذفی فوتبال ایتالیا ۱۷–۲۰۱۶
کوپا ایتالیا ۱۷–۲۰۱۶ که به دلایل حمایت مالی به‌عنوان جام TIM نیز شناخته می‌شود، هفتادمین دورهٔ جام ملی در فوتبال ایتالیا بود. یوونتوس با شکست ۲–۰ لاتزیو در فینال با موفقیت از عنوان خود دفاع کرد و اولین تیمی شد که در سه سال متوالی جام را می‌برد.